# Xã Reilly, Quận Schuylkill, Pennsylvania
Xã Reilly (tiếng Anh: Reilly Township) là một xã thuộc quận Schuylkill, tiểu bang Pennsylvania, Hoa Kỳ. Năm 2010, dân số của xã này là 726 người.